# Redledgeite
La redledgeite (simbolo IMA: Red) è un minerale del supergruppo dell'hollandite e del gruppo della priderite appartenente alla famiglia degli "ossidi e idrossidi" con composizione chimica Ba(Ti4+6Cr3+2)O16.

## Etimologia e storia
Il minerale è stato trovato per la prima volta nella miniera di "Red Ledge", nel distretto minerario del CDP di Washington (Contea di Nevada, California - Stati Uniti); il sito costituisce la località tipo del minerale oltre a dargli il nome.

## Classificazione
La nona edizione della sistematica minerale di Strunz, valida dal 2001 e aggiornata dall'Associazione Mineralogica Internazionale (IMA) fino al 2009, elenca la redledgeite nella classe "4. Ossidi (idrossidi, V[5,6] vanadati, arseniti, antimoniti, bismutiti, solfiti, seleniti, telluriti, iodati)" e da lì nella sottoclasse "4.D Metallo:Ossigeno = 1:2 e simili"; questa è ulteriormente suddivisa in base alla dimensione dei cationi coinvolti e alla struttura cristallina, in modo che il minerale possa essere trovato nella suddivisione "4.DK Con cationi di grande dimensione (± cationi di media dimensione); strutture a tubo", dove insieme ad akaganeite, ankangite, henrymeyerite, hollandite, manjiroite, mannardite, coronadite, priderite e forma il sistema nº 4.DK.05.
Tale classificazione viene mantenuta anche nell'edizione successiva, proseguita dal database "mindat.org" e chiamata Classificazione Strunz-mindat, dove però il vecchio sistema 4.DK.05 è stato organizzato diversamente: la mannardite qui si trova nel sistema 4.DK.05b, che occupa insieme a henrymeyerite, priderite e mannardite.
Nella Sistematica dei lapis (Lapis-Systematik) di Stefan Weiß la redledgeite è classificata nella famiglia degli "ossidi" e nella sottofamiglia degli "ossidi con rapporto metallo:ossigeno = 1:2 (MO2 e composti correlati)"; qui forma il "gruppo del criptomelano" insieme a manjiroite, criptomelano, stronziomelano, henrymeyerite, mannardite, priderite, ferrihollandite, hollandite, coronadite e cesàrolite, con le quali forma il sistema nº IV/D.08.
La classificazione dei minerali secondo Dana, utilizzata principalmente nel mondo anglosassone, elenca la redledgeite nella famiglia degli "ossidi multipli" e nella sottofamiglia con lo stesso nome; qui il minerale può essere trovato insieme alla mannardite nella sezione 07.09.05.

## Abito cristallino
La redledgeite cristallizza nel sistema tetragonale nel gruppo spaziale I4/m (gruppo nº 87) con i parametri reticolari a = 10,150 Å e c = 2,952 Å, oltre a una unità di formula per cella unitaria.
Altre fonti riportano come sistema cristallino, oltra al tetragonale, la possibilità di sistema monoclino-pseudotetragonale con i possibili gruppi spaziali:
- I41/m con parametri reticolari a = 14,320(2) Å e c = 5,893(1) Å con 4 unità di formula per cella unitaria, oppure
- I2/m con i parametri di reticolo a = 10,129(2) Å, b = 2,959(1) Å, c = 10,135(1) Å e β = 90,05° oltre a una unità di formula per cella unitaria.[10][11]

## Origine e giacitura
La redledgeite è stata rinvenuta su minerali di cromo da giacimenti d'oro associata a cromite e knorringite.
Il minerale è estremamente raro e quindi è stato trovato solo in pochi siti: oltre alla località tipo, la miniera di "Red Ledge" nella Contea di Nevada in California, la redledgeite è stata rinvenuta a Lanzada (Lombardia, Italia) e nei rajon Kartalinskij e Gornozavodskij, in Russia, oltre al Mirninskij ulus, anch'esso in Russia.